# 근남초등학교
근남초등학교는 대한민국 강원특별자치도 철원군에 있는 초등학교인데 1938년 5월 1일(일제 시대)에 김화소학교 잠곡 간이분교로 첫 개교하였으며, 1956년 4월 26일(을유 광복 이후 11년 훗날)에 근남국교로 본격 개교하였다.

## 학교 연혁
- 1938.05.01 잠곡초등학교(김화공립심상소학교 잠곡간이학교) 개교
- 1956.04.26 근남국민학교 개교
- 1997.03.07 병설유치원 개원
- 2006.03.01 잠곡초등학교 통폐합
- 2007.09.01 마현초등학교 통폐합
- 2015.02.13 제58회 졸업식 19명 졸업(19/2,121명)
- 2015.03.01 제24대 이병천 교장 부임